# Drepanocercus ensifer
Drepanocercus ensifer är en tvåvingeart som beskrevs av John Richard Vockeroth 1980. Drepanocercus ensifer ingår i släktet Drepanocercus och familjen svampmyggor. Inga underarter finns listade i Catalogue of Life.